# L'Emprise de la main noire
Pour les articles homonymes, voir La Main noire.
Pour plus de détails, voir Fiche technique et Distribution.
L'Emprise de la main noire (La mano nera) est un film italien réalisé par Antonio Racioppi, sorti en 1973. Ce film met notamment en scène Joe Petrosino, le premier policier américain d'origine italienne à avoir exercé dans la police new-yorkaise et qui fut assassiné en mission d’infiltration à Palerme.

## Synopsis
Au début des années 1900, Antonio Turris (Mike Placido) est un jeune Sicilien qui vient de s'installer aux États-Unis. Lors d'une bagarre, il tue en voulant se défendre Massara (Gilberto Galimberti (de)), un tueur de la mafia. L'employeur de Massara, le professeur (Philippe Leroy), le prend alors sous sa protection et lui sauve la vie. En retour, Antonio devient membre de la mafia. Il est notamment chargé de la corruption et de l'élimination de politiciens souhaitant ou refusant de coopérer avec l'organisation. Il fait la rencontre d'une jeune sicilienne qu'il sauve de la prostitution, Angela (Rosanna Fratello) et qu'il épouse. Alors qu'il est désormais bien installé dans sa vie américaine, son employeur lui demande d'assassiner le lieutenant Joe Petrosino (Lionel Stander)…

## Fiche technique
- Titre original italien : La mano nera ou La mano nera prima della mafia... più della mafia
- Titre français : L'Emprise de la main noire[1] ou La Main noire
- Réalisation : Antonio Racioppi
- Assistant de réalisation : Ignazio Dolce
- Scénario : Antonio Racioppi, Vinicio Marinucci (it), Luigi Cozzi, Ugo Moretti (it) et Aldo Marcovecchio, sur une idée de Carlo Infascelli, avec la participation de Gino Capone, Alessandro Fallai, Gastone Ramazzotti et Ercole Patti
- Décors : Elio Balletti
- Photographie : Riccardo Pallottini (it)
- Montage : Cleofe Conversi
- Musique : Carlo Rustichelli
- Production : Carlo Infascelli
- Société(s) de production : Industria Cinematografica Siciliana
- Société(s) de distribution : Roma Film
- Budget :
- Pays d'origine : Italie
- Langue originale : italien
- Format : Couleur — 35 mm — 2.35:1
- Genre : film policier
- Durée : 90 minutes
- Dates de sortie :
  -  Italie : 16 mars 1973

## Distribution
- Lionel Stander : Lieutenant Giuseppe Petrosino
- Rosanna Fratello : Angela
- Mike Placido : Antonio Turris
- Corrado Gaipa : Un avocat
- Nino Vingelli : Don Gaetano
- Luigi Pistilli : Don Nunzio Pantaleo
- Philippe Leroy : Le professeur
- Roger Browne : Un policier
- Annie Carol Edel
- Mario Frera (it)
- Gilberto Galimberti (de) : Massara
- Gianni Manera
- Giacomo Rizzo (it)
- Sergio Ammirata (it)
- Salvatore Billa (it)
- Luigi Antonio Guerra (it)

## Autour du film
- Cette réalisation fait suite à la mini-série à succès de Daniele D'Anza, Joe Petrosino, et à l'ouvrage éponyme d'Arrigo Petacco, tous deux sortis en 1972 en Italie.
- Il s'agit de la troisième adaptation au cinéma d'une histoire en rapport avec Joe Petrosino, après The Adventures of Lieutenant Petrosino de Sidney M. Goldin (en) en 1912 et La Mafia (Pay or Die) de Richard Wilson en 1960.